# Ensemblemittelwert
Der Ensemblemittelwert {\displaystyle \langle \dots \rangle } (auch Ensemblemittel oder Scharmittelwert) ist ein Mittelwert aus der statistischen Physik. Mit ihm lässt sich der Mittelwert einer Messgröße aller Elemente eines Ensembles zu einem bestimmten Zeitpunkt berechnen.

## Verwendung
Für ein ergodisches System ist in einem gegebenen Ensemble der Ensemblemittelwert gleich dem über unendlich lange Zeit bestimmten Zeitmittelwert. Die Ergodenhypothese sagt aus, dass thermodynamische Systeme ergodisch sind und für sie somit die erwähnte Gleichheit gilt.

## Definition
Der Ensemblemittelwert {\displaystyle \langle A\rangle } einer Größe {\displaystyle A} ist gegeben durch:
{\displaystyle \langle A\rangle =\sum _{i\in I}p_{i}\cdot A_{i}=\sum _{i\in I}{\frac {e^{-{\frac {H_{i}}{k_{\mathrm {B} }\cdot T}}}\cdot A_{i}}{\sum _{i\in I}e^{-{\frac {H_{i}}{k_{\mathrm {B} }\cdot T}}}}}}
mit
- der Wahrscheinlichkeit {\displaystyle p} im kanonischen Ensemble für ein System mit diskreten Zuständen, das System im Zustand {\displaystyle i} zu finden:

{\displaystyle p_{i}={\frac {e^{-{\frac {H_{i}}{k_{\mathrm {B} }\cdot T}}}}{Z}}},
- der kanonischen Zustandssumme:

{\displaystyle Z=\sum _{i\in I}e^{-{\frac {H_{i}}{k_{\mathrm {B} }\cdot T}}}}
- dem Boltzmann-Faktor {\displaystyle e^{-{\frac {H_{i}}{k_{\mathrm {B} }\cdot T}}}}
- der Hamiltonian {\displaystyle H_{i}} des Zustandes {\displaystyle i}
- der Boltzmann-Konstante {\displaystyle k_{\mathrm {B} }}
- der absoluten Temperatur {\displaystyle T}
- der Menge aller Mikrozustände {\displaystyle I}.

Lässt sich die Menge {\displaystyle I} der Zustände nicht mehr abzählen, sondern ist kontinuierlich – beispielsweise, wenn der Hamiltonian des Systems von kontinuierlichen Orten und kontinuierlichen Geschwindigkeiten abhängt –, dann geht man von der Summe zum Integral über, indem man die obige diskrete Schreibweise geeignet mit dem Phasenraumelement erweitert, woraufhin man ein Riemann-Integral identifiziert:
{\displaystyle \langle A\rangle ={\frac {\int _{\mathbb {R} ^{6N}}{\frac {d^{3N}rd^{3N}p}{h^{3N}N!}}A\cdot e^{-{\frac {H({\vec {r}}_{1},\dots {\vec {r}}_{N},{\vec {p}}_{1},\dots {\vec {p}}_{N})}{k_{\mathrm {B} }\cdot T}}}}{\int _{\mathbb {R} ^{6N}}{\frac {d^{3N}rd^{3N}p}{h^{3N}N!}}\cdot e^{-{\frac {H({\vec {r}}_{1},\dots {\vec {r}}_{N},{\vec {p}}_{1},\dots {\vec {p}}_{N})}{k_{\mathrm {B} }\cdot T}}}}}}

## Weiterführendes
- Torsten Fließbach: Statistische Physik. 4. Auflage. Spektrum, München 2007, ISBN 978-3-8274-1684-1.